# Mats Pettersson (kickboxare)
Mats Pettersson, född maj 1983 i Skövde är en svensk kickboxare.
Mats Pettersson började sin idrottskarriär som innebandyspelare i Mullsjö AIS och kom som sådan att ta plats i innebandyns U19-landslag som 2001 vann VM-guld i innebandy.
2006 började Mats Pettersson med kickboxning. Fram till 2012 har Mats avverkat 62 matcher, två på TKO. I maj 2010 vann Mats SM-guld i 71 kg full contact low kick. 2011 tog Pettersson silver. 